# Агонин, Давид Давидович
Дави́д Дави́дович Аго́нин (26 ноября 1927, Агалатово, Парголовский район, Ленинградский округ, Ленинградская область — 2007) — заслуженный тренер РСФСР по пулевой стрельбе (1964), заслуженный тренер СССР по пулевой стрельбе (1970).

## Биография
Участник Великой Отечественной войны, рядовой, стрелок.
Кадровый военный. С 1948 года многократный чемпион Вооружённых Сил СССР по пулевой стрельбе (винтовка, пистолет), рекордсмен СССР 1951 года, мастер спорта СССР по пулевой стрельбе. Почётный мастер спорта СССР (1964).
Тренировал сборные команды по пулевой стрельбе СССР, Республики Куба, Вооружённых Сил СССР, Карело-Финской ССР, Карельской Автономной ССР.
Судья всесоюзной категории (1974). С 1977 года подполковник в отставке.
Олимпийский арбитр (1980).